# Alsórajk
Alsórajk (vyslovováno [alšórajk]) je vesnice v Maďarsku v župě Zala, spadající pod okres Nagykanizsa. Nachází se asi 6 km jihozápadně od Pacsi. V roce 2015 zde žilo 341 obyvatel, z nichž jsou 96,3 % Maďaři, 1,4 % Němci a 1,4 % Romové.
Sousedními vesnicemi jsou Felsőrajk a Kilimán.

## Osobnosti
- Zsigmond Kisfaludi Strobl, sochař, narodil se zde